# City of La Porte
|  | Aquest article tracta sobre la població a l'estat d'Indiana. Si cerqueu la població a l'estat d'Iowa, vegeu «La Porte City». |

La Porte - formalment i oficialment City of La Porte - és una ciutat a l'estat d'Indiana. Segons el cens del 2000 tenia 21.621 habitants.

## Demografia
Segons el cens del 2000 La Porte tenia 21.621 habitants, 8.916 habitatges, i 5.545 famílies. La densitat de població era de 728,4 habitants/km².
Dels 8.916 habitatges en un 29,8% hi vivien nens de menys de 18 anys, en un 45,4% hi vivien parelles casades, en un 12,3% dones solteres, i en un 37,8% no eren unitats familiars. En el 31,9% dels habitatges hi vivien persones soles el 14,4% de les quals corresponia a persones de 65 anys o més que vivien soles. El nombre mitjà de persones vivint en cada habitatge era de 2,36 i el nombre mitjà de persones que vivien en cada família era de 2,98.
Per edats la població es repartia de la següent manera: un 24,5% tenia menys de 18 anys, un 9,6% entre 18 i 24, un 29,1% entre 25 i 44, un 20,3% de 45 a 60 i un 16,7% 65 anys o més.
L'edat mediana era de 36 anys. Per cada 100 dones de 18 o més anys hi havia 90,1 homes.
La renda mediana per habitatge era de 35.376$ i la renda mediana per família de 45.784$. Els homes tenien una renda mediana de 32.319$ mentre que les dones 22.756$. La renda per capita de la població era de 17.900$. Entorn del 7,7% de les famílies i l'11% de la població estaven per davall del llindar de pobresa.

## Poblacions properes
El següent diagrama mostra les poblacions més properes.